# Anagyrus clavatus
Anagyrus clavatus är en stekelart som beskrevs av Sushil och Muhammad Sharif Khan 1996. Anagyrus clavatus ingår i släktet Anagyrus och familjen sköldlussteklar. Inga underarter finns listade i Catalogue of Life.